# Coxapopha diblemma
Coxapopha diblemma is een spinnensoort in de taxonomische indeling van de Dwergcelspinnen (Oonopidae).
Het dier behoort tot het geslacht Coxapopha. De wetenschappelijke naam van de soort werd voor het eerst geldig gepubliceerd in 2000 door Norman I. Platnick.